# E-SDO

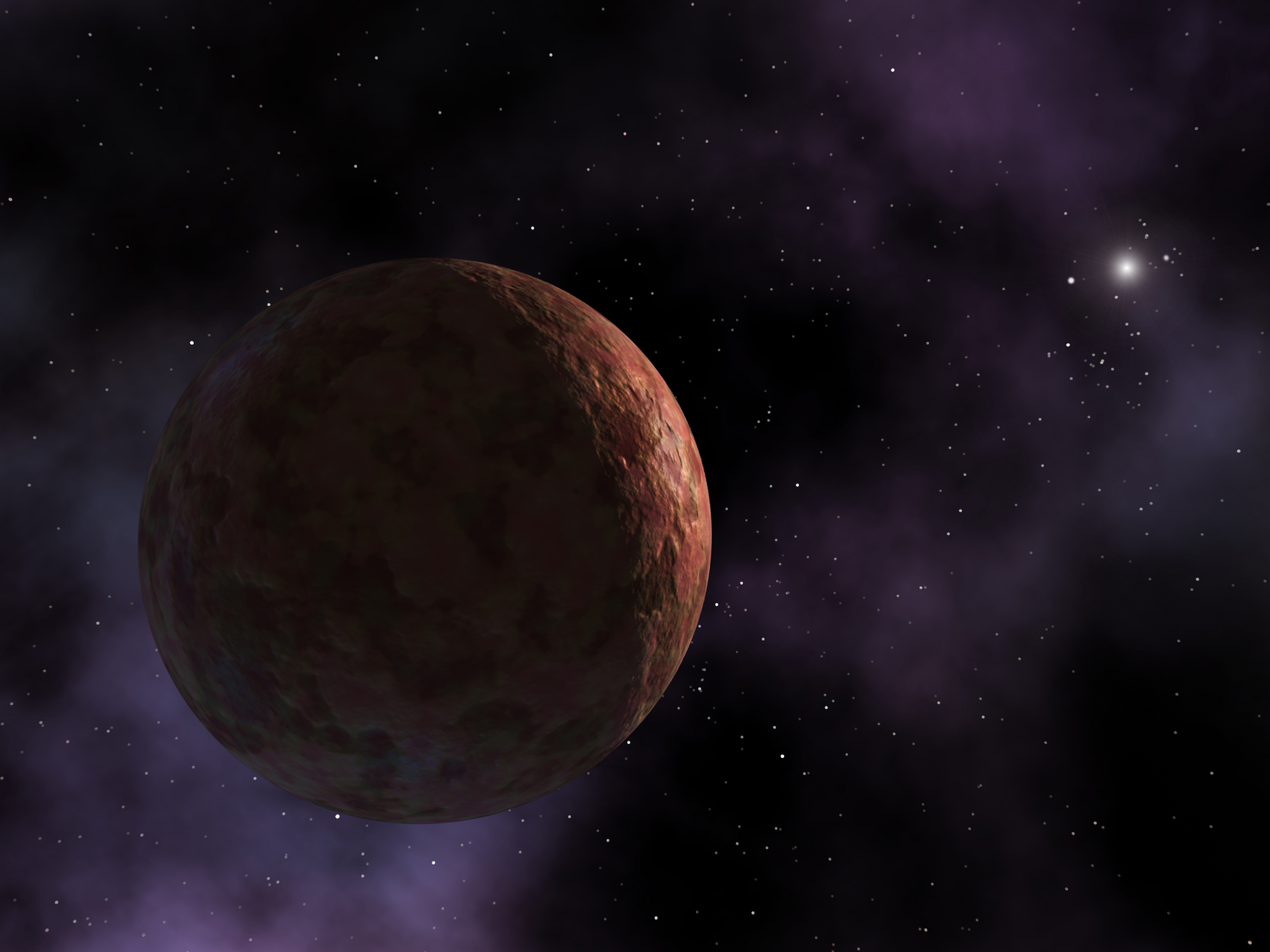
En konstnärs bild av Sedna

E-SDO en förkortning för: Extended Scattered Disc Object är en del av den övergripande gruppen av Transneptunska objekt. Andra benämningar är Detached objects, Distant Detached Objects eller Scattered-Extended. Det finns dock ingen tydlig gräns mellan objekt som kallas Scattered disc och de som kallas Extended Scattered disc.

## Omloppsbanan
Det är upptäckten av sådana objekt som Sedna, 2000 CR105 och 2004 XR190 som har motiverat en särskild klass för objekt med en väldigt excentrisk bana, med en halv storaxel på flera hundra AU och med ibland en betydande banlutning. Perihelium ligger oftast från 40 AU och utåt och man anser att sådana omloppsbanor inte kan ha skapats genom påverkan från Neptunus eller från någon annan av gasjättarna. Istället framförs teorier om att dessa omloppsbanor har skapats genom påverkan från att en stjärna eller stor planet har passerat genom det yttre av Solsystemet.
Brett J. Gladman föredrar begreppet Detached objects eftersom han anser att det inte finns något som tyder på att omloppbanorna tillkommit genom påverkan från Neptunus. Gladman väljer att avgränsa objekten från de klassiska kuiperbältsobjekten genom att sätta en under gräns för excentriciten på 0,24. Avgränsningen mot Scattered disc görs genom att sortera bort objekt vars omloppbana ändras genom påverkan från Neptunus. Den yttre gränsen mot Oorts kometmoln lägger Gladman vid en halv storaxel på 2 000 astronomiska enheter.

## Diskussion om Sednas klassificering
Upptäckaren av Sedna, Michael Brown, hävdar att detta objekt inte kan betraktas som en del av Kuiperbältet, även om han medger att den i sin inre del av sin omloppsbana befinner sig bland andra objekt i Kuiperbältet. Istället vill han klassificera Sedna som det första objektet som man har hittat i det inre av Oorts kometmoln, ett så kallat inre Oorts moln objekt (OCO). Det han särskilt betonar är att Sednas perihelium ligger 76 AU från Solen, långt utanför något annat känt objekt i Kuiperbältet. Sednas aphelium ligger 900 AU från Solen.